# Vladimír Suchánek (režisér)
Vladimír Suchánek (* 28. červen 1949 Turnov) je český filmový režisér, filmový vědec a pedagog.

## Život
Vladimír Suchánek se narodil 28. června roku 1949 v Turnově.
V letech 1970–1974 pracoval jako asistent režie a produkce ve Filmovém studiu Barrandov. V roce 1974 byl přijat na Všesvazový státní institut kinematografie (VGIK) v Moskvě a začal studovat obor filmová a televizní režie u prof. A. M. Zguridiho. Po obhajobě diplomního hraného filmu Rubikon (1980) v roce 1980 se vrátil do ČSSR.
Pro neskrývané náboženské přesvědčení a natáčení poeticko-spirituálních dokumentárních esejí ve filmovém studiu Gottwaldov a v Krátkém filmu Praha se setkal s odporem ze strany československého filmového průmyslu. V roce 1985 spoluzaložil v Olomouci ilegální křesťanské Studio Velehrad a točil několik hraných středometrážních a celovečerních filmů.
Po změně společensko-politického systému v ČSSR v roce 1989 Vladimír Suchánek dokončil svůj (po absolventském) první hraný film Zimní krajina s pastí na ptáky (1989).
V roce 1992 nastoupil na Katedru teorie a dějin dramatických umění a literatury Filozofické Fakulty Univerzity Palackého v Olomouci jako odborný asistent. Zde v roce 1997 obhájil disertační práci Umělecké dílo jako mystagogie. Souvislosti uměleckého filmu. V roce 2000 na Filmové a televizní fakultě VŠMU v Bratislavě obhájil habilitační práci Topografie transcendentních souřadnic filmového obrazu. Tyto dvě práce posloužily jako základ pro knihu Topografie transcendentních souřadnic filmového obrazu. Úvod do problematiky uměleckého obrazu jako duchovně-estetické skutečnosti., ve které rozvinul svou teorii duchovního filmu.
V letech 2004–2007 přednášel na Univerzitě Tomáše Bati ve Zlíně na Fakultě multimediálních komunikací.
Od roku 1992 je členem Katedry divadelních a filmových studií na Filozofické Fakultě Univerzity Palackého v Olomouci, kde přednáší dodnes. Zaměřuje se na animovaný a trikový film, dějiny českého filmu (1930-2000), Japonskou klasickou kinematografii (1950–1970) a dějiny sovětského a ruského filmu (1918–2000).

## Filmografie

### Hrané filmy
- Svátost manželství (1994)
- Via Lucis I.-III. (1992)
- Zimní krajina s pastí na ptáky (1989)
- Rubikon (1979)

### Dokumentární filmy
- Kristus v díle slovanských myslitelů (2000)
- Slovanská spiritualita a Velehrad (2000)
- Teologie ikony I., II. (2000)
- Roma, mia Roma... (1998)
- Intronizace 14. olomouckého arcibiskupa (1993)
- Archidioecesis Olomoucensis (1992)
- Píseň o veliké pouti (1990)
- Setkání s otcem Františkem kardinálem Tomáškem (1988)
- Den pro Agapé (1987)
- Dum Tacent, Clamant (1987)
- Definícía: Ropa (1986)
- Elegie (1986)
- A není v srdci hořkosti... (1984)
- Přemyslovský palác v Olomouci (1984)
- Bedřich Václavek v Olomouci (1983)
- Dřevo se hudbou odívá (1982)

## Vybraná bibliografie
- Topografie transcendentních souřadnic filmového obrazu. Úvod do problematiky filmového uměleckého obrazu jako duchovně-estetické skutečnosti. Olomouc: Nakladatelství Univerzity Palackého, 2002. ISBN 80-244-0417-6.
- A vdechl duši živou … aneb malé zamyšlení nad duchovními souvislostmi animovaného a trikového filmu jako umělecké tvorby. Olomouc: Nakladatelství Mgr. Jiří Burget, 2004. ISBN 80-902798-6-4.
- Dvanáct andělů pro Andreje Tarkovského. In: Archanděl Michael. Dynamický obhájce života. Vhled do života andělů.  Olomouc: Refugium Velehrad-Roma, 2009, s. 143-191. ISBN 978-80-7412-033-6.
- Zpívej synu, jak jsi přivedl krásu do svého domu.  [online], http://old.fantomfilm.cz/?type=article&id=555 1. 12. 2009. In: Olomouc: Fantom č.40, 2007.